# 삼척 숙암리 고분군
삼척 숙암리 고분군(三陟 宿岩里 古墳群)은 대한민국 강원특별자치도 삼척시 하장면 숙암리에 있는 남북국 시대 신라의 고분군이다. 1988년 5월 18일 강원특별자치도의 기념물 제61호로 지정되었다.

## 개요
광동댐 북쪽 야산의 구릉 중턱에 능선의 완만한 평탄부를 따라 분포하고 있는 50여기의 무덤이다.
눈으로 확인되는 봉분의 모습은 원형이지만 대부분이 원상태를 잃고 있다. 유구는 자연경사면을 이용해 구덩이를 판 뒤 할석으로 돌덧널(석곽)을 만든 뒤 5∼6매의 판석으로 덮었다. 주변에서 통일신라시대의 토기조각이 보이고, 유구의 평면상태가 가는직사각형(세장방형)을 띠고 있는 점, 위를 판석으로 덮은 점으로 보아 삼국시대나 통일신라시대의 것으로 보인다.

## 참고 자료
- 삼척숙암리고분군 - 국가유산청 국가유산포털